# Wężyki
Wężyki [vɛ̃ˈʐɨki] est un village polonais de la gmina de Rybno dans le powiat de Sochaczew et dans la voïvodie de Mazovie.
Il se situe à environ 11 kilomètres au nord-ouest de Sochaczew et à 61 kilomètres à l'ouest de Varsovie.